# Витт, Карл Густав
Карл Густав Витт (нем. Carl Gustav Witt; 29 октября 1866, Берлин, Пруссия, Германская империя — 3 января 1946) — немецкий астроном, стенограф.
Был сыном перевозчика Августа Витта. С 1887 по 1890 годы учился в берлинском университете Фридриха-Вильгельма, изучая математику и астрономию. С 1888 года он работал секретарем в прусской палате представителей, с 1890 года стал её стенографистом. В 1898 году он стал стенографистом в германском Рейхстаге. Там он работал до выхода на пенсию в 1931 году.
В дополнение к своей основной деятельности с 1892 года работал в обсерватории Урания в Берлине, став в 1896 году руководителем одного из её отделов. До того как покинуть обсерваторию в 1900 году, он открыл два астероида: (433) Эрос, первый известный астероид вне Пояса астероидов, который пересекает орбиту Марса и иногда приближается к Земле, и (422) Беролина, который носит латинское название его родного города.
Докторскую диссертацию писал под руководством Юлиуса Баушингера, защитил её в 1905 году. С 1909 года преподавал в Берлинском университете Фридриха-Вильгельма, с 1916 года — почётный профессор, с 1921 года — штатный профессор астрономии. Обсерваторию университета возглавил в 1913 году.
В знак признания его работы астероид (2732) Витт был назван в его честь. Был награждён Железным крестом II класса.
С 1902 года женат на Кэролайн Тиле, дочери фабриканта Чарльза Тиле. У них было две дочери.